# NGC 7636
NGC 7636 في الفهرس العام الجديد، هي مجرة، تقع في كوكبة معمل النحات. اكتشفت في 28 سبتمبر 1834 بواسطة جون هيرشل.

## روابط خارجية
- NGC 7636 على موقع ويكي سكاي: DSS2, SDSS, GALEX, IRAS, Hydrogen α, X-Ray, Astrophoto, Sky Map, Articles and images